# 阿根廷国名
阿根廷（西班牙語：Argentina）的国名来自西班牙語形容詞，意為银。该西班牙语词最終源自拉丁語argentum（也意为“銀”）和形容詞後綴-īnus的陰性。拉丁語“argentum”源自古希臘語單詞“άργυρο(ς)」，意思是銀。“阿根廷”這個名字的首次使用可以追溯到16世紀初期，当时西班牙征服者第一次航行到拉普拉塔河（意为「銀色之河”）。
自佩德羅·德·門多薩時代以來，“阿根廷河”或“阿根廷省”有時被用來指代拉普拉塔河地區。葡萄牙製圖師在1554年的地圖上將這個地方稱為Terra Argentea（銀之土地）。阿根廷這個名字的拉丁化出現在1602年，當時胡安·奧爾蒂斯·德·扎拉特探險隊的成員馬丁·德爾巴科·森特內拉模仿埃西拉的《阿拉烏卡納》（西班牙語：La Araucana），發表了一首關於拉普拉塔河和秘魯王國歷史的長詩。在這首詩中，“阿根廷”用來指代巴拉那河或阿根廷河及其地區。十年後的1612年，歷史學家魯伊·迪亞斯·德·古茲曼出版了《拉普拉塔河的發現、人口和征服史》一書，將索利斯發現的領土命名為（“銀之土地”或“白銀土地”）。